# La Hauteville
La Hauteville – miejscowość i gmina we Francji, w regionie Île-de-France, w departamencie Yvelines.
Według danych na rok 1990 gminę zamieszkiwało 157 osób, a gęstość zaludnienia wynosiła 32 osób/km² (wśród 1287 gmin regionu Île-de-France La Hauteville plasuje się na 1023. miejscu pod względem liczby ludności, natomiast pod względem powierzchni na miejscu 684.).